# Andrena neocypriaca
Andrena neocypriaca là một loài Hymenoptera trong họ Andrenidae. Loài này được Mavromoustakis mô tả khoa học năm 1956.